# Мертлвуд
Мертлвуд (англ. Myrtlewood) — місто (англ. town) в США, в окрузі Маренго штату Алабама. Населення — 70 осіб (2020).

## Географія
Мертлвуд розташований за координатами 32°15′7″ пн. ш. 87°56′57″ зх. д. / 32.25194° пн. ш. 87.94917° зх. д. (32.252083, -87.949261).  За даними Бюро перепису населення США в 2010 році місто мало площу 6,72 км², уся площа — суходіл.

## Демографія
Згідно з переписом 2010 року, у місті мешкало 130 осіб у 65 домогосподарствах у складі 42 родин. Густота населення становила 19 осіб/км².  Було 79 помешкань (12/км²).
Расовий склад населення:
| - 85,4 % — білих - 13,8 % — чорних або афроамериканців |

До двох чи більше рас належало 0,8 %. Частка іспаномовних становила 3,1 % від усіх жителів.
За віковим діапазоном населення розподілялося таким чином: 15,4 % — особи молодші 18 років, 54,6 % — особи у віці 18—64 років, 30,0 % — особи у віці 65 років та старші. Медіана віку мешканця становила 54,7 року. На 100 осіб жіночої статі у місті припадало 128,1 чоловіків;  на 100 жінок у віці від 18 років та старших — 115,7 чоловіків також старших 18 років.
Середній дохід на одне домашнє господарство  становив 43 395 доларів США (медіана — 35 000), а середній дохід на одну сім'ю — 52 979 доларів (медіана — 41 458). Медіана доходів становила 25 833 долари для чоловіків та 26 250 доларів для жінок. За межею бідності перебувало 7,0 % осіб, у тому числі 0,0 % дітей у віці до 18 років та 0,0 % осіб у віці 65 років та старших.
Цивільне працевлаштоване населення становило 58 осіб. Основні галузі зайнятості: науковці, спеціалісти, менеджери — 22,4 %, виробництво — 13,8 %, інформація — 10,3 %, будівництво — 10,3 %.